# Grounds for Divorce (singolo)
Grounds for Divorce è un singolo degli Elbow del 2008, il primo tratto dal quarto album in studio The Seldom Seen Kid.